# Еготело
Еготело (Aegotheles) — рід дрімлюгоподібних птахів, єдиний сучасний рід у родині еготелових (Aegothelidae). 

## Поширення
Частина видів є ендеміками Нової Гвінеї, один вид поширений в Австралії і Тасманії, один — на Молуккських островах і ще один — в Новій Каледонії. Живуть в лісах на висоті до 3700 метрів над рівнем моря.

## Опис
Птахи завдовжки до 30 см і вагою до 100 г з круглою головою, слабо вираженими лицьовими дисками, дивляться вперед очима. Оперення в основному забарвлене в коричневий, рудий, каштановий або сіруватий кольори різноманітних відтінків зі струйчастим малюнком з брижами або смужками. Своїм зовнішнім виглядом і вертикальною посадкою нагадують сов. 

## Спосіб життя
Активні вночі. Вдень ховаються в дуплах дерев, в ущелинах скель, над берегами річок. Харчуються комахами, яких ловлять під час коротких вильотів з низьких гілок або збирають з землі. Відкладають зазвичай три-чотири білих округлих яйця з товстою шкаралупою в гніздах, майже не викладених листям. Насиджує яйця в основному самка. Пташенята, що тільки-що вилупилися покриті білим пухом, і залишаються в гнізді близько місяця.

## Види
Рід містить 11 видів:
- Aegotheles affinis
- Aegotheles albertisi — еготело гірський
- Aegotheles archboldi — еготело плямистокрилий
- Aegotheles bennettii — еготело смугастоголовий
- Aegotheles crinifrons — еготело молуцький
- Aegotheles cristatus — еготело австралійський
- Aegotheles insignis — еготело великий
- Aegotheles novaezealandiae (доісторичний; раніше відносився до роду Megaegotheles)
- Aegotheles savesi — еготело новокаледонський
- Aegotheles tatei — татеї
- Aegotheles wallacii — еготело темнокрилий